# Eulalia Rolińska
Eulalia Danuta Rolińska, z domu Zakrzewska (ur. 6 stycznia 1946 w Starym Laskowcu) – wielokrotna mistrzyni Polski, mistrzyni świata i Europy, rekordzistka świata w karabinie małokalibrowym, pierwsza polska olimpijka w strzelectwie: na Letnich Igrzyskach Olimpijskich 1968 roku w Meksyku i Letnich Igrzyskach Olimpijskich 1972 roku w Monachium, trenerka, działacz sportowy.
Mieszka w Warszawie.

## Życiorys
Absolwentka Liceum Ogólnokształcącego im. H. Kołłątaja w Warszawie (1963), Wydz. Mechaniki Precyzyjnej Politechniki Warszawskiej (1971), gdzie otrzymała tytuł magistra inżyniera mechanika, a także dwuletniego Studium Trenerskiego przy AWF w 1980 roku (trener II kl.) i 2000 roku (trener I kl.). Jej mężem był dziennikarz Bohdan Roliński.

## Kariera
Mistrzyni Polski juniorek (strzelanie z trzech postaw). Zawodniczka klubów oraz Legia Warszawa, od 1964 roku członkini kadry narodowej juniorek. W 1965 roku w kadrze seniorek.

### Udział w igrzyskach olimpijskich
- 1968 olimpiada w Meksyku: karabin małokalibrowy, 60 strz. postawa leżąc, 50 m - 22. miejsce na 86 startujących, z wynikiem 593 pkt. w seriach: 99-99-99-99-98-99 (zw. Czechosłowak Jan Kůrka - 598, serie: 100-99-100-99-100-100).
- 1972 olimpiada w Monachium: karabin małokalibrowy 60 strz. postawa leżąc, 50 m - 28. miejsce na 101 startujących z wynikiem 593 pkt. w seriach: 99-97-100-99-100-98 (zw. Ri Ho-jun, KRL-D - 599 pkt., serie: 99-100-100-100-100-100).

Kilkadziesiąt razy nagradzana medalami Mistrzostw Polski (tytuły zdobyte w konkurencji juniorów i seniorów) 1964 wicemistrzyni Polski, 1965 złoty medal MP w postawie klęczącej.
Dwukrotna mistrzyni świata 1966 Wiesbaden (karabin małokalibrowy 60 strzałów leżąc indywid. + drużynowo).

### Mistrzostwa Europy
- złota: mistrzyni Europy 1971 Suhl, NRD (karabin małokalibrowy 60 strzałów leżąc, indywidualnie + drużynowo).
- srebrna: 1969 Wersal (karabin małokalibrowy 3 × 20 strz. druż,), 1971 Suhl, NRD (karabin małokalibrowy 3 × 20 strz. druż.), 1978 Hamenlinna, w Finlandii (karabin małokalibrowy 60 strz. leżąc druż.),
- brązowa: 1974 Vingsted (karabin małokalibrowy 3 × 20 strz. druż.), 1977 Rzym (karabin małokalibrowy 3 × 20 strzałów druż.), 1979 Frankfurt/M (karabin małokalibrowy 60 strz. leżąc druż.).

Dwukrotna rekordzistka świata w strzelaniu z karabinu małokalibrowego 60 strz. leżąc - 598 pkt w 1971.
W 1971 została jednym z laureatów 37. plebiscytu na najlepszego sportowca roku.
Po zakończeniu kariery zawodniczej trenerka (m.in. kadry narodowej juniorów) w swoim macierzystym klubie Legia Warszawa i działaczka sportowa (członek zarządu PZSS, sędzia sportowy). Mistrzyni Sportu odznaczona m.in. dwukrotnie złotym Medalem za Wybitne Osiągnięcia Sportowe.